# サタデー ソラマド ティータイム
『サタデー ソラマド ティータイム』は、ウェザーニューズ (WNI) が、2009年9月5日から10月2日まで放送していた気象情報番組である。

## 概要
ウェザーニューズの24時間動画生放送「SOLiVE24」で配信の気象情報番組。インターネット配信のほか、BSデジタル放送（独立データ放送）910ch「ウェザーニュース」でも視聴できる。千葉県千葉市美浜区の幕張テクノガーデンB館2階にある、ウェザーニューズ・グローバルセンターのソラスタから生放送。
2009年10月5日施行の全日24時間生放送を前にして、9月の1ヶ月間実施された（いわゆるパイロット番組に近かった）、土曜編成での新番組（その為OPアニメーションは無く、ジングルが放送開始の合図になっていた）。全5回の放送。放送の際、有川は同じくレギュラー担当番組であった『ソラマド オールナイト第1部』では出身地鹿児島の方言を用いて話しているが、この番組では標準語で話していた。

## 出演者
- キャスター:有川雅子

## 放送時間
| 期間                   | 放送時間             |
| ---------------------- | -------------------- |
| 2009年9月5日 - 10月2日 | 土曜日 14:00 - 17:00 |

## 主なコーナー
細かなコーナー企画は殆どなく、有川と、時間ごとの空の変化を追っていく。放送中に届いたウェザーリポート（同社運営の携帯電話各社公式サイト登録者から寄せられた、投稿者周辺の気象現況と画像・動画）と、寄せられたメールの紹介が中心となる。
- 毎時25分頃、55分頃からは全国の天気

14時台
- このあとのソラヨミ

ウェザーニューズ予報センターから、この後の天気動向を予報士が解説。
15時台
- この雲、何に見える?

「ソラマド サンセット」の同題コーナーと同内容。ウェザーリポートで寄せられた雲の写真を紹介し、特徴的な形に見える雲を探していく。
16時台
- 明日は何の日

「ソラマド ムーン」21時台コーナーと同内容。放送翌日の記念日などを紹介。
- 明日のソラヨミ

ウェザーニューズ予報センターから、明日の天気動向を予報士が解説。